# Ibacus novemdentatus
Espèce
Statut de conservation UICN

 LC  : Préoccupation mineure
Ibacus novemdentatus est un crustacé décapode de la famille des Scyllaridae et qui se rencontre dans le bassin Indo-Pacifique Ouest, le long des côtes africaines (du Kenya jusqu'au Cap), malgaches (et autres îles avoisinantes, île Maurice, Seychelles...), asiatiques (du Viêt Nam jusqu'au Japon, y compris les Philippines) et de celles de l'ouest de l'Australie.

## Description
Ibacus novemdentatus mesure jusqu'à 190 mm.

## Pèche
Il s'agit d'une espèce commercialisée pour l'alimentation notamment en Corée, au Japon et à Taïwan.